# Taça do Atlântico de 1960
A Taça do Atlântico 1960 foi a 2ª edição da competição sul-americana criada em 1956, que teve como organizadores a Argentina, Brasil e Uruguai. Nesta edição, o Paraguai foi incluído. Nesta competição, o Brasil foi campeão conquistando o bicampeonato.
A disputa tinha como objetivo fortalecer a competição entre os países que possuíam o melhor futebol do continente.

## Jogos
| Jogos      |                |             |             |             |            |
| Ficha      | Cidade         | Adversários | Adversários | Adversários | Resultados |
| julho/1960 | Assunção       | Paraguai    | -           | Brasil      | 1: 2       |
| julho/1960 | Montevideo     | Uruguai     | -           | Brasil      | 1: 0       |
| julho/1960 | Buenos Aires   | Argentina   | -           | Paraguai    | 1: 0       |
| julio/1960 | Rio de Janeiro | Brasil      | -           | Argentina   | 5: 1       |
| julio/1960 | Montevideo     | Uruguai     | -           | Paraguai    | 2: 1       |
| julho/1960 | Buenos Aires   | Argentina   | -           | Uruguai     | 4: 0       |

## Campanha do Brasil
A competição estreou com o Brasil vencendo o Paraguai em Assunção. Cabral passou a Cabrera. O Brasil só empatou no segundo tempo. Delém chutou na trave e Almir aproveitou o rebote. Chinesinho cruza e Delém vira o jogo. O Brasil perdeu para o Uruguai por 1 a 0 em Montevidéu. Mas derrotou a Argentina por 5 a 1 no Maracanã e conquistou o título. Belén para Sosa. 0 a 1. Coutinho para Chinesinho. 1 a 1. Djalma Santos chutou e no rebote Pelé guardou. Penalti em Pelé que Pepe marcou. 3 a 1. Delém em jogada individual. 4 a 1. Valdo desviou de cabeça e Pepe fuzilou o goleiro. 5 a 1. 